# Codice Valedemar
Il Codice Valedemar è un manoscritto, conservato nella Biblioteca Reale di Copenaghen, importante per la presenza di un portolano, ovvero un manuale per la navigazione costiera e portuale, che contiene la più antica traccia di navigazione nell'Oceano Atlantico.

## Storia
La sua origine è stata datata al XIII secolo e, come i manoscritti dell'epoca contiene indicazioni di rotta per l'oceano atlantico. Le distanze vengono calcolate secondo il tempo con cui si sono percorse, al suo interno non sono contenute carte nautiche.